# 황금역
황금역(Hwanggeum Station, 黃金驛)은 대구광역시 수성구 두산동 황금네거리에 위치한 대구 도시철도 3호선의 역이다. 금의 다른 이름인 황금(黃金)과 한자가 같다.

## 역명의 유래
"황금동"의 원래 동명은 "황청동"이었으나 동명이 썩 좋지 않다는 이유로, 1977년에 "황금동"으로 동명이 개칭되었다. 황금동은 원래 달성군 수성면이었다가 대구광역시 수성구 황금동으로 편입되었고, 이 역도 황금역이라는 역명이 붙었다.
그러나 역명과 달리 역 바로 정면으로 수성SK리더스뷰 아파트가 마주보고 있기 때문에 이 역의 소재지는 두산동이며, 역 건너편이 지산1동과 황금2동이다. 그 다음 역인 어린이세상역이 황금2동에 있다.

## 역 구조
2면 2선의 상대식 승강장이 있는 지상역이다. 난간형 스크린도어가 설치되어 있다.

### 승강장
| 어린이세상 ↑ |
| \| 상        |
| ↓ 수성못     |

| 상행 | ● 대구 도시철도 3호선 | 어린이세상·서문시장·칠곡경대병원 방면 |
| 하행 | ● 대구 도시철도 3호선 | 수성못·범물·용지 방면                 |

- 대합실을 통해 반대쪽 승강장으로 이동 할 수 있다.

## 역사
- 2013년 10월 2일 : 황금역으로 역명 결정
- 2015년 4월 23일 : 대구 도시철도 3호선 개통과 함께 영업 개시

## 역 주변
| 나가는 곳 | 방면                                                                                                 |
| --------- | --- |
| 1         | 황금2동행정복지센터 대구시노인종합복지회관 황금중학교 대구황금초등학교 대구들안길초등학교 수성문화원 |

## 승차량 변동
| 노선  | 승차 인원 | 승차 인원 | 승차 인원 | 승차 인원 | 승차 인원 | 주석  |
| 노선  | 2015년    | 2016년    | 2017년    | 2018년    | 2019년    | 주석  |
| ----- | --------- | --------- | --------- | --------- | --------- | ----- |
| 3호선 | 2,771     | 3,039     |           |           | -         | [ 1 ] |

## 사진

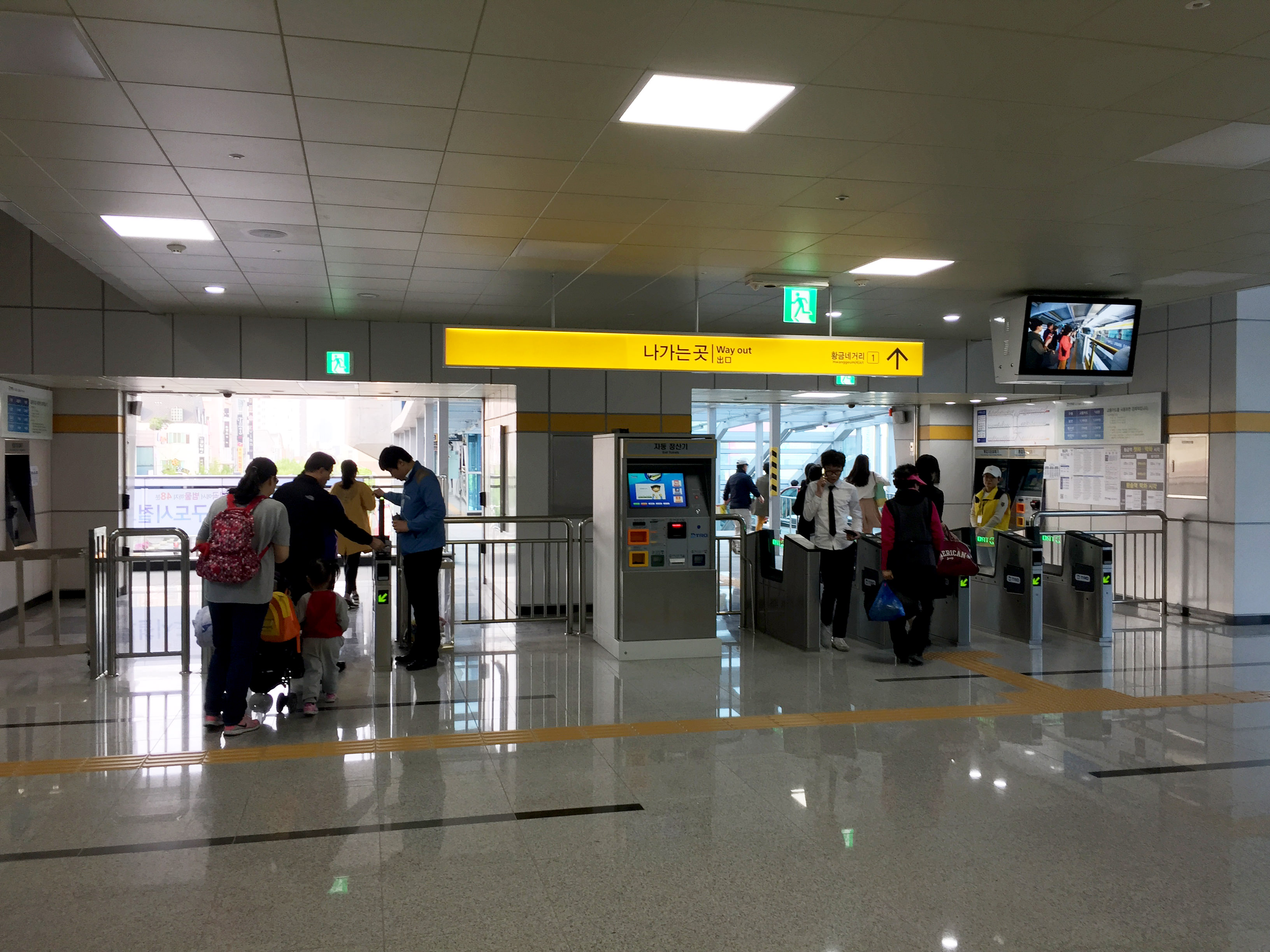
개찰구

## 인접한 역
| 대구 도시철도 3호선              | 대구 도시철도 3호선   | 대구 도시철도 3호선  |
| -------------------------------- | --------------------- | -------------------- |
| 336 어린이세상 칠곡경대병원 방면 | ● 대구 도시철도 3호선 | 338 수성못 용지 방면 |